# Orden Franciscana
Los franciscanos —conocidos lato sensu como Orden Franciscana— conforman en sentido estricto un conjunto de órdenes religiosas mendicantes relacionadas entre sí, en el marco de la Iglesia católica y según el ideario de san Francisco de Asís. Esas órdenes abarcan:
- la Primera Orden (1209) que incluye a su vez:
  - la Orden de Frailes Menores —conocidos anteriormente como «observantes»—
  - la Orden de Frailes Menores Conventuales,
  - y la Orden de los Hermanos Menores Capuchinos;
- la Segunda Orden, que incluye entre otras a la Orden de las Hermanas Pobres de Santa Clara (1212), la orden de las Clarisas Capuchinas, las Clarisas descalzas, las hermanas franciscanas de la Inmaculada y las clarisas adoradoras.
- la Tercera Orden (hacia 1221) en sus ramas:
  - Orden Franciscana Seglar
  - Orden Franciscana Regular (Franciscanos TOR).

Si bien cada una de ellas presenta características propias, todas ellas se adhirieron a las enseñanzas y espiritualidad de san Francisco de Asís, junto con las de seguidores tales como santa Clara de Asís, san Antonio de Padua o santa Isabel de Hungría, entre muchos otros.

## Primera Orden
La Primera Orden fue fundada por san Francisco de Asís. Se divide en tres ramas: hermanos menores —conocidos anteriormente como «observantes»— (O. F. M.), hermanos menores conventuales (O. F. M. Conv.) y capuchinos (O. F. M. Cap.).
En 1206 san Francisco empezó a llevar una vida religiosa centrada en la pobreza y la caridad. El 16 de abril de 1208 el noble italiano Bernardo de Quintaval se interesó por su forma de vida y se reunió con él en Porciúncula. Juntos leyeron Mateo 19:21, Mateo 16:24 y Lucas 9:3. San Francisco decidió que aquellos versículos fuesen la base de las reglas de su orden, de la que Bernardo fue el primer hermano. El 24 de febrero de 1209, festividad de San Matías, escuchó en misa el texto del Evangelio de Mateo 10:5-10 y dejó de usar el bastón y las sandalias.
Posteriormente se unieron otros hermanos. Se llamaron Varones Penitentes de Asís. En 1209 viajó a Roma con varios hermanos de la orden. Primero se entrevistó con el obispo Guido de Asís, que también se encontraba en Roma y que era defensor de su obra, y luego con el cardenal Juan de San Pablo. El cardenal Juan le recomendó que se dedicase solamente a vivir de forma monástica o eremítica, pero Francisco le pidió que intercediese por la causa de su orden ante el papa. Francisco se reunió con Inocencio III, que aprobó de forma no escrita las reglas de su orden. Hacia 1210 Francisco le puso el nombre de Orden de Frailes Menores.
Francisco conoció al cardenal Hugolino, obispo de Ostia y Velletri, en 1216.
En 1217, durante la festividad de Pentecostés, se celebró el primer capítulo general en Porciúncula y la orden dividió su territorio en 12 provincias. En 1220, por petición de san Francisco, el cardenal Hugolino fue nombrado protector de la orden por el papa Honorio III. En el capítulo general de 1221 se estudió la primera regla de san Francisco y se acordó la realización de una más breve. Francisco escribió la nueva regla en 1223 y esta fue aprobada por bula de Honorio III.
A comienzos del siglo XVI, debido al aumento de los franciscanos observantes, más centrados en la pobreza, en el capítulo general de los franciscanos que tuvo lugar en Roma en 1517 se creó una diferenciación específica entre franciscanos conventuales y franciscanos observantes (actualmente como Orden de Frailes Menores). Esto fue aprobado por el papa León X con la bula Ite et vos in vineam meam de 1517.
En el siglo XVI el beato Mateo de Bascio se hizo franciscano observante. Como deseaba vivir con una mayor humildad, en 1525 abandonó el convento de Montefiorentino, en Montefalcone Appennino, para vivir como eremita. Posteriormente, otros religiosos lo acompañaron en su modo de vida. Estos frailes fueron conocidos como los capuchinos. Fueron aprobados por Clemente VII en 1528. En 1619 el papa Paulo V les otorgó a los capuchinos un ministro general autónomo.

## Segunda Orden
Se trata de una orden femenina, fundada por san Francisco de Asís y santa Clara de Asís. En la actualidad se compone de las siguientes ramas: hermanas pobres de santa Clara (O. S. C.), clarisas capuchinas (O. S. C. Cap.), clarisas descalzas (O. S. Cl. Col.), hermanas franciscanas de la Inmaculada y clarisas adoradoras (O. C. P. A.).
A partir de 1210 san Francisco de Asís tuvo su residencia habitual en la iglesia de Porciúncula, en Asís. Santa Clara, una joven muchacha noble de Asís, y su amiga Pacífica se hicieron seguidoras de san Francisco en 1212. Posteriormente, otras mujeres siguieron su ejemplo. La Segunda Orden de San Francisco fue fundada para las religiosas. El obispo Guido de Cortona entregó a estas monjas la iglesia de San Damián en Asís. En 2011 había unas 20 000 monjas clarisas en 75 países.
El IV Concilio de Letrán de 1215 indicaba que todas las órdenes que no estaban aprobadas canónicamente debían tomar la regla de una orden ya aprobada. Las clarisas tomaron la regla benedictina. No obstante, Clara obtuvo de Inocencio III un singular "privilegio de pobreza".
Francisco conoció al cardenal Hugolino de Segni, obispo de Ostia y Velletri, en 1216. El cardenal Hugolino aprobó la regla de las clarisas de San Damián en 1219. Fue la primera mujer que escribió una regla para una comunidad.
El papa Honorio III aprobó la regla de la Primera Orden de San Francisco con la bula Solet annuere del 22 de noviembre de 1223. En 1227 Hugolino fue escogido papa como Gregorio IX. El papa Inocencio IV aprobó unas reglas para las clarisas con la bula Quoties a nobis del 23 de agosto de 1247. No obstante, posteriormente el pontífice dijo en la bula Inter personas del 6 de julio de 1250 que esta no era obligatoria para las monjas.
El 16 de septiembre de 1252 el papa Inocencio IV aprobó otra regla para la orden. El cardenal Reinaldo de Conti di Segni fue protector de los franciscanos desde 1227 y desde 1248 también lo fue de las clarisas. El 27 de abril de 1253 logró que el papa Inocencio IV visitase a santa Clara en Asís, donde pasaba el final de su vida.
Durante su pontificado, Alejandro IV continuó siendo protector de franciscanos y clarisas. Cuando fue sucedido por Urbano IV en 1261, los franciscanos pidieron al papa que les asignase como protector al cardenal Juan Cayetano Orsini, lo que les fue concedido, aunque las clarisas tuvieron de protector a Esteban de Hungría, obispo de Palestrina. El papa Urbano IV, en la bula Inter personas del 19 de agosto de 1262, confirmó que en las circunstancias que se daban los franciscanos debían ser los que atendiesen las necesidades espirituales de las clarisas. Para tratar la jurisdicción franciscana de las clarisas y el papel del cardenal protector, el cardenal Cayetano de Orsino preparó una nueva regla para las clarisas, que fue aprobada por Urbano IV por bula del 18 de octubre de 1263. En esta regla el cardenal protector asignaba a las comunidades clarisas un visitador o un capellán, sin que este tuviese que ser necesariamente franciscano. También se consiguió la unificación con el mismo cardenal protector de todos los conventos de religiosas seguidoras de santa Clara, incluidos los fundados con la regla de la beata Isabel de Francia. La regla urbanista permitía que los conventos de clarisas tuvieran propiedades y rentas. También añadía el uso del escapulario.
En el siglo XV, santa Colette Boylet, nacida en la ciudad francesa de Corbie, decidió hacerse religiosa y pasó por diversas órdenes religiosas buscando alguna que satisficiera sus necesidades espirituales. Primero se hizo beguina, luego benedictina, luego clarisa y, posteriormente, se hizo de la Tercera Orden de San Francisco. El fraile franciscano Enrique de Baume le recomendó que volviese a las clarisas, haciéndose monja de clausura de esta orden. En 1406 obtuvo un permiso para ir a Niza para encontrarse con Benedicto XIII de Aviñón para exponer sus planes de reforma de la orden. El papa le dio autorización para fundar conventos de la orden reformada. Ella consiguió fundar una comunidad reformada en un monasterio de Besanzón y, posteriormente, pasó a haber unos 17 monasterios reformados o fundados nuevos. Santa Colette redactó unas constituciones que fueron aprobadas por el ministro general de los franciscanos en 1434 y en 1458 por el papa Pío II. Santa Colette falleció en Gante, Bélgica, en 1477 y fue canonizada por Pío VII en 1807. Las religiosas seguidoras de santa Colette son conocidas como clarisas descalzas.
En el siglo XV la española venerable María Lorenza Longo se casó con Juan Llonc y tuvo varios hijos. Cuando Juan Llonc fue a Nápoles con Fernando el Católico en 1506 ella acompañó a su marido. El esposo falleció en 1509 y en 1510 ella se unió a la Tercera Orden de San Francisco. En 1519 fundó el hospital de los Incurables, que fue una de las instituciones religiosas más importantes de toda la península itálica. Los capuchinos llegaron a Nápoles en 1529 y se instalaron en el hospital. María Lorenza Longo les hizo directores espirituales de la comunidad. En 1533 esta dirección fue de san Cayetano de Thiene, fundador de los teatinos. San Cayetano logró que Roma aprobase la creación de las Hermanas Franciscanas de la Tercera Orden en 1535. Estas monjas fueron conocidas como clarisas capuchinas. En 1538 María Lorenza Longo fundó el convento de Santa María en Jerusalén. Paulo III confirmó la creación de este monasterio un breve del 10 de diciembre de 1538, dándoles las reglas de las clarisas y limitando el número de monjas a 33, por lo que fue conocido como convento de las Treinta y tres.
En el siglo XX los franciscanos Stefano Maria Manelli y Gabriel Maria Pellettieri, seguidores de la espiritualidad acerca de la Inmaculada del fraile franciscano san Maximilian Kolbe, fundaron la Casa Mariana en Frigento, Italia, en 1982. La congregación tiene frailes y monjas. En 1990 contaban con 14 casas. En 1990 el papa Juan Pablo II aprobó la creación de la Congregación de Frailes Franciscanos de la Inmaculada como instituto diocesano y en 1998 lo aprobó como instituto de vida religiosa.

## Tercera Orden
La Tercera Orden de San Francisco es una orden terciaria fundada por san Francisco de Asís. Tiene dos ramas: la seglar (O. F. S.) y la regular (T. O. R.), para la vida conventual.
San Francisco de Asís fue un ejemplo para clérigos y laicos y muchos siguieron esa forma de vida. En 1221 el papa Honorio III aprobó el Memorial del propósito de los hermanos y hermanas de penitencia que viven en sus propias casas, que fue para todas las órdenes de penitencia en general y que fue la primera norma usada por la orden de penitencia franciscana. Fue aprobada canónicamente en 1223 y fue llamada Tercera Orden en 1230. La primera regla particular de la Tercera Orden fue aprobada por el papa Nicolás IV con la bula Supra montem del 18 de agosto de 1289. León XIII aprobó unas nuevas reglas con la bula Misericors Dei Filius de 1889. Pablo VI aprobó unas nuevas reglas con la bula Seraphicus Patriarcha de 1978.
En el siglo XIII algunos terceros franciscanos empezaron a vivir en conventos para liberarse de las cosas mundanas y para realizar obras de caridad en comunidad. Este fue el origen de los terceros regulares. Los terceros de los distintos países fueron gestionándose como una orden regular en el siglo XV, con capítulos generales para los siguientes lugares: Utrecht en 1401, Flandes en 1413, Colonia en 1427, España en 1442, Lieja en 1443, Italia en 1447, Irlanda en 1456 y Dalmacia en 1473. En 1480 el papa Sixto IV decretó que todos los votos que fuesen emitidos por varones y mujeres de los terceros eran válidos. León X aprobó las reglas para las comunidades de varones y de mujeres terceros con la constitución apostólica Inter cetera de 1521. Pío XI aprobó unas nuevas reglas con la bula Rerum condicio de 1927. Las reglas actuales fueron aprobadas por Juan Pablo II con la bula Franciscanum vitae propositum.
Entre los franciscanos seglares famosos destacan Miguel de Cervantes, santo Tomás Moro, Cristóbal Colón, papa San Juan XXIII, santa Margarita de Cortona, san Luis IX de Francia (Patrono de la O.F.S.), Santa Isabel de Hungría (Patrona de la O.F.S.), San Carlos Borromeo y Gabriela Mistral

## Símbolos franciscanos
Los franciscanos se ciñen el hábito a la cintura con el cordón franciscano con tres o cinco nudos. En el primer retrato de san Francisco lleva un cordón con tres nudos. Posteriormente, la tradición le ha dado a los tres nudos el significado de los votos de pobreza, castidad y obediencia, mientras que los cinco nudos serían las Cinco Llagas de Jesucristo. Los franciscanos menores conventuales llevan un hábito de color gris o negro, mientras que los franciscanos menores y los capuchinos llevan un hábito de color marrón.
También son símbolos franciscanos la Tau franciscana y el Cristo de San Damián.

## Franciscanos en la ciencia
Los franciscanos han tenido un papel destacado en el desarrollo de las ciencias en Europa. Hubo autores franciscanos en las principales universidades de Europa, como Bolonia, Padua y Nápoles en Italia; Oxford y Cambridge en el Reino Unido; Salamanca y Palencia en España y París en Francia.
- Luis de Alcalá (1490?–1549): Economista y franciscano español. Sus obras influyeron en grandes cambios en la cultura económica moderna. Tratado sobre préstamos.
- Bartolomeo Ánglico (h. 1203–1272): autor de una enciclopedia de 19 libros llamada Sobre las propiedades de las cosas. Traducida en la Edad Media del latín al italiano, francés, español e inglés.
- Francisco Antonio de Arrábida (1771–1850): obispo de Anemuria, botánico, tutor de Pedro II de Brasil.
- Roger Bacon (1214–1292): descubridor del foco de los espejos cóncavos, matemática de espejos parabólicos, descubrió el principio de la cámara oscura y estudió la visión y otros estudios de óptica. Pionero en el método científico.
- Buenaventura de Bagnoregio (1217–1274): Teólogo, catedrático, doctor de la iglesia, sacerdote franciscano y santo francés. Aporta conocimiento al hileformismo. Se le conoce como el “Doctor seráfico”. (relativo a serafines). Amplia es su obra escrita.
- Lorenzo Calzavarini (1939–2012): sociólogo, autor de varios libros sobre las comunidades indígenas bolivianas y la historia de laxaciones interculturales. Recuperó el archivo colonial y republicano del Convento de San Francisco con documentación que va de 1606 a 1936. Creó el Museo Franciscano.
- Bartolomé da Colle di Val d´Elsa (141?–1478): Teólogo y traductor franciscano. Fundó “El monte de Cristo” como réplica y fin del “Monte de Piedad” en Orvieto
- Vicenzo María Coronelli (1650 – 1718): Cartógrafo, cosmógrafo, historiador y sacerdote franciscano. Fundador de la primera sociedad geográfica del mundo. Creador de los primeros globos terráqueos.
- Carlos Crespi Croci (1891–1982): Antropólogo, cineasta y sacerdote franciscano italiano en proceso de beatificación. Documentó a la tribu de los shuaras del Ecuador. Más de 20 obras, en múltiples idiomas, se dedican a su trabajo misional y documental.
- Luigi Galvani (1737–1798): Médico, fisiólogo, físico y franciscano seglar italiano. Sus estudios le permitieron descifrar la naturaleza eléctrica del sistema nervioso. El galvanismo es una de sus teorías que permitieron la galvanización fundando así la electroquímica. Por otro lado se funda la biofísica según la cual el cerebro de los animales produce electricidad que es transferida por los nervios, acumulada en los músculos y disparada para producir el movimiento de los miembros. Influyó para el proceso de Galvanizado Galvanómetro, así como lo denominado Galvanismo y Corrosión galvánica.
- Juan Gil de Zamora (1241–1318): Naturalista, musicólogo, escritor, biógrafo y sacerdote franciscano español. Al menos 25 obras se le conocen en muy variados temas.
- Roberto Grosseteste (1175–1253): obispo de Lincoln y fundador de la escuela experimental de Oxford. Matemático, astrónomo, meteorólogo, físico y uno de los primeros en incorporar la matemática a las ciencias naturales. Aportó el método de investigación reducción a absurdo, hipótesis sobre el arco iris, cosmología de la luz, sobre olas y mares, lentes convexos.
- Alejandro de Hales (1185–1245): Teólogo, catedrático y sacerdote franciscano inglés. Denominado Monarca de teólogos.
- José Gregorio Hernández (1864–1919): Beato, Médico y científico franciscano venezolano Introdujo el microscopio y otros instrumentos científicos en Venezuela, siendo un gran impulsor y pionero de la docencia científica en su país.
- Francisco Jiménez de Cisneros (1436–1517): Franciscano, arzobispo de Toledo. Elaboró una la Biblia políglota complutense con sus idiomas originales, hebreo, arameo, griego, junto a su traducción latina. Cada página está dividida en tres columnas paralelas de texto: En hebreo la exterior, la Vulgata latina en el medio y la Septuaguinta griega en el interior. De las 600 copias publicadas, se estima que subsisten unas 120. En 1501 instituyó la obligatoriedad de la identificación personal con un apellido fijo. Hasta entonces las personas se identificaban con su nombre y un apellido o mote que reflejaba el lugar de procedencia, u oficio.
- Ramon Llull (1232–1316): escritor de Mallorca que fue tutor de Jaime II de Mallorca. Hoy en día se conservan 250 títulos escritos en latín, provenzal, catalán y árabe con temas sobre astronomía, geometría, náutica y lógica.[49]
- Ricardo de Mediavilla (1249–1308): Teólogo, físico, químico y monje franciscano inglés. Precursor de la ciencia moderna. Al menos, 5 obras le son reconocidas.
- Guillermo de Ockham (1280–1349): Matemático filósofo y fraile franciscano. Aportó trabajos sobre las posteriores Leyes de Morgan y lógica ternaria, es decir, un sistema lógico con tres valores de verdad, concepto que sería retomado en la lógica matemática de los siglos XIX y XX. Asimismo, concibió el principio de acción y reacción, empirista. En el empirismo es célebre el término La navaja de Ockham.
- Pedro Juan Olivi (1248–1298): investigó sobre la dinámica, la inercia, el impulso posteriormente llamado ímpetu. Descubridor de la teoría subjetiva del valor, compuesto por siete cuestiones, entre el valor natural de las cosas, utilidad y su valor económico.
- Luca Pacioli (1445–1517): matemático, en 1494 publica un compendio de toda la matemática disponible en su tiempo con innovaciones en geometría y matemática financiera y creando el método de la partida doble se le considera el padre de la contabilidad moderna.
- Antonio de Padua (1191–1231): Teólogo, sacerdote franciscano, santo y doctor de la Iglesia. Luchó contra la usura, y “abogados, leguleyos y sanguijuelas que chupan la sangre de los pobres, que tejen argucias para engañar; “gentuza maldita que infesta la tierra”, reptiles al acecho, árboles.
- Juan Peckham (1220–1292): arzobispo de Canterbury. Trabajó en óptica y su obra más célebre es: Perspectiva communis.
- Bernardino de Sahagún (1499–1590): escribió la Historia general de las cosas de la Nueva España, una suma sobre los conocimientos que recogió décadas después de la Conquista de México. Se considera como pionero en la antropología.
- Juan Duns Scoto (1266–1308): Teólogo, fraile y beato franciscano inglés. Hace reflexiones sistemáticas sobre la economía, sobre el valor y el precio de los bienes, o sobre la moneda. Habla de la separación total del dinero y procede una nueva síntesis económica, el reconocimiento de que la verdadera riqueza no está en el tener, sino en la auténtica comunidad, que se presenta como alternativa radical a la immunitas (independencia o autonomía). Entre sus 11 obras hay de diversas disciplinas.
- Bernardino de Siena (1380–1444): Economista y fraile franciscano y santo católico. Describió el valor del trabajo, el de comerciante, los abusos del dinero y negocios. (San Bernardino California tiene su nombre en honor a éste santo).

## Franciscanos en América

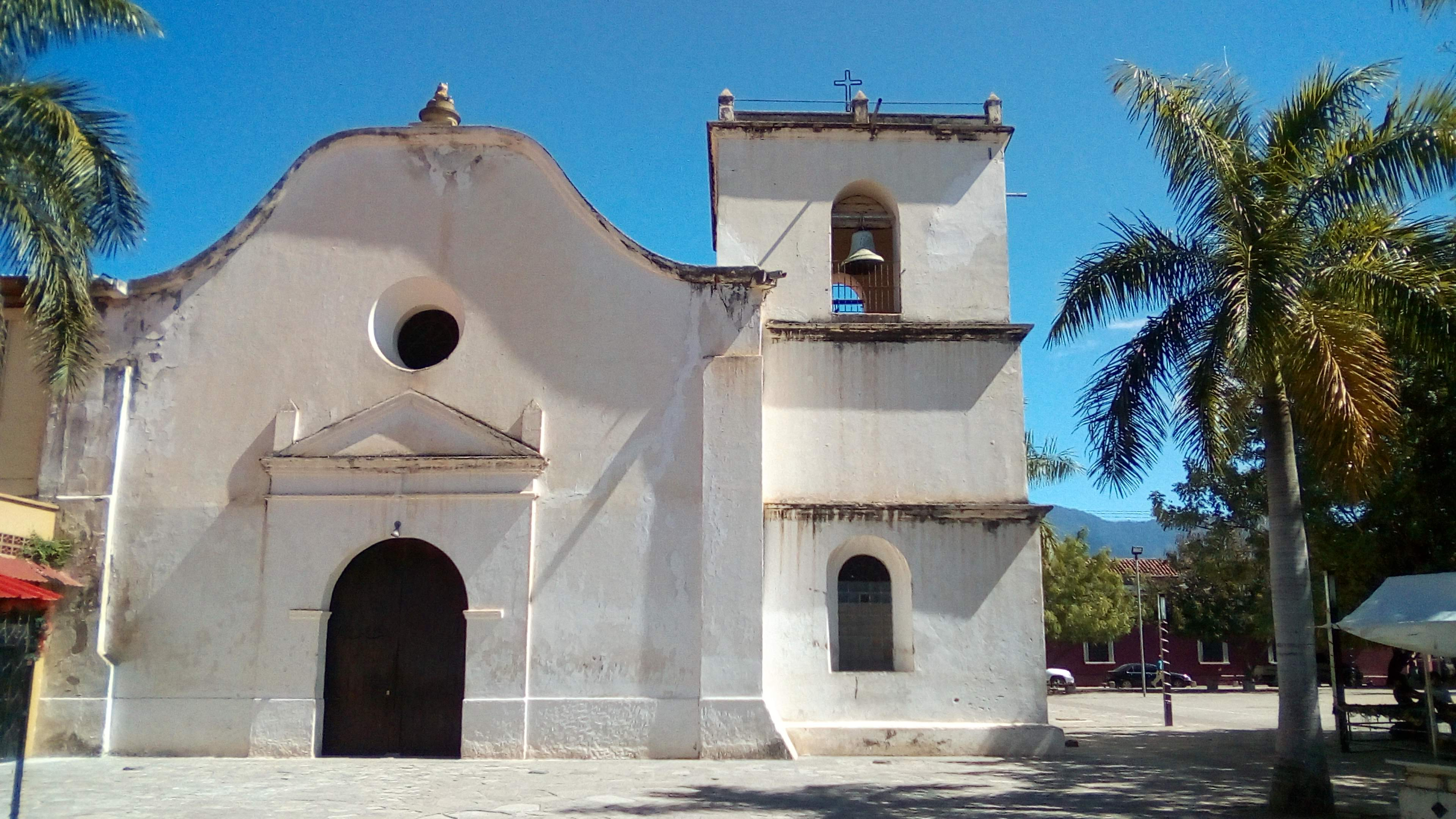
La Iglesia de San Francisco de Comayagua, Honduras, fue parte del antiguo convento franciscano de la ciudad construido en 1560.

Los franciscanos llegaron al virreinato de Nueva Granada en 1519, al de Nueva España en 1524 y al del Perú en 1532. Fundaron nuevos conventos por Centroamérica a partir de 1536.
En marzo de 1535 los franciscanos Jodoco Ricke, Pedro Gosseal y Pedro Rodeñas se instalaron en Quito, en el actual Ecuador. En este lugar, Ricke fue el primero en plantar cultivos de trigo en América. Al igual que en otros lugares, los franciscanos realizaron en Quito una labor educativa y misionera.
En el capítulo general de Valladolid de 1565 se crearon las provincias franciscanas de: San Francisco de Quito, en Ecuador; San Antonio de los Charcas, en Bolivia; la Santísima Trinidad, en Chile; Santa Fe de Bogotá, en Colombia; y Santísimo Nombre de Jesús, en Guatemala. Posteriormente, crearon las provincias de San Jorge de Nicaragua (1575) y Santa Elena de la Florida, actuales Estados Unidos (1611).

### México
La primera orden religiosa en llegar y establecerse en México en el siglo XVI, en el virreinato de Nueva España, fue la de los franciscanos. Después llegaron los jesuitas, los agustinos y los dominicos. Se reconoce a los Los doce apóstoles de México, también conocidos como los doce apóstoles de Nueva España, fue un grupo de doce misioneros franciscanos españoles que llegaron al recién fundado reino de Nueva España el 13 de mayo de 1524 con el objetivo de convertir al cristianismo a la población indígena. El grupo estaba compuesto por: Fray Martín de Valencia, Francisco de Soto Marne, Martín de Jesús (o de la Coruña), Juan Juárez, Antonius de Ciudad Rodrigo, Toribio de Benavente (Motolinía), García de Cisneros, Luis de Fuensalida, Juan de Ribas, Fray Francisco Jiménez, Andrés de Córdoba y Juan de Palos (estos dos últimos hermanos legos). El superior era Martín de Valencia, y fundaron el convento de San Francisco en Ciudad de México. En 1532 el papa Clemente VII creó la provincia franciscana de Santiago de México. Posteriormente, los franciscanos tuvieron las siguientes provincias: El Santo Evangelio de México (1536), San Pedro y San Pablo de Michoacán (1565), San José de Yucatán (1536), provincia descalza de San Diego (1599), San Francisco de Zacatecas (1603) y Santiago de Jalisco (1606).
Inicialmente los franciscanos elaboraron un proyecto que incluía el estudio de las lenguas nativas, de forma de enseñar el cristianismo en las lenguas propias de los indígenas. En principio lograron el apoyo de la Corona española. Emplearon además otros medios didácticos, que incluían el uso de cuadros de imágenes, el canto y la música. Ese proyecto franciscano fue atacado por los encomenderos, quienes buscaban que las comunidades indígenas permanecieran sujetas de manera definitiva a los intereses y necesidades de los criollos y peninsulares, para lo cual operaron de forma que la enseñanza se desarrollase en idioma español. Finalmente, en 1550 se expidió una orden para que los religiosos enseñaran la lengua castellana a todos los naturales. El imperial colegio de la Santa Cruz de Tlatelolco, creado en 1536 para ser el centro de educación superior más importante de la Nueva España y dirigido a la formación de un clero indígena, terminó por desaparecer en 1576.

### Perú
En 1531 fray Marcos de Niza llegó a Santo Domingo. Posteriormente, fue a Perú con los conquistadores españoles de Francisco Pizarro y a Quito con Sebastián de Belalcázar.
Los primeros conventos franciscanos fundados en Perú fueron los de Cuzco y Lima en 1534. En 1534 Jodoco Ricke estuvo en Piura con Pedro Gosseal y Alonso de Baena. En 1553 se creó la provincia de los Doce Apóstoles del Perú, con su sede principal en el convento de San Francisco de Lima.
En la labor educativa franciscana destacó fray Luis Jerónimo de Oré, autor de Símbolo católico indiano, publicado en Lima en 1588, que incluye una gramática en quechua y aimara, una descripción geográfica del Perú e informaciones sobre las antiguas costumbres prehispánicas. Oré es también autor de un ritual de oraciones en lenguas nativas. En 1620, Oré fue nombrado obispo de Concepción, en Chile.
En el siglo XVIII Juan Santos, originario de Cuzco y educado como cristiano, fue desterrado por el virrey Castelfuerte. Se instaló en el Gran Pajonal, en la selva peruana, donde se convirtió en un líder insurgente. Estableció en su grupo varias teorías heréticas y dijo que era heredero del emperador inca Atahualpa, por lo que fue conocido como Juan Santos Atahualpa. Llevó a cabo una rebelión contra las misiones franciscanas del cerro de la Sal entre 1742 y 1756.

### Estados Unidos
José de Gálvez encargó a los franciscanos la fundación de nuevas misiones en la Alta California, en los actuales Estados Unidos.
El fraile san Junípero Serra fundó las misiones de San Diego de Alcalá (1769), San Carlos de Monterrey (1770), San Antonio de Padua (1771), San Gabriel Arcángel (1771) y San Luis Obispo de Tolosa (1782). También participó en la fundación de la misión de San Juan Capistrano (1776) y de San Buenaventura (1782). Los franciscanos también fundaron las misiones de: San Francisco de Asís (1776), Santa Clara de Asís (1777), Santa Bárbara (1782), la Purísima Concepción (1787), Santa Cruz (1791), Nuestra Señora de la Soledad (1791), San José (1797), San Juan Bautista (1797), San Miguel Arcángel (1797), San Fernando Rey de España (1797), San Luis Rey de Francia (1798), Santa Inés (1804), San Rafael Arcángel (1817) y San Francisco Solano (1823).
Entre 1769 y 1823 los franciscanos fundaron 21 misiones en la Alta California.

### Brasil
Durante el periodo de la Unión Ibérica, franciscanos, benedictinos y carmelitas, apoyados por la corona, comenzarán a fundar conventos y monasterios en los territorios de los brasiles (Brasil y Gran Pará Maranhão a partir de 1621). Los franciscanos habían llegado con los primeros conquistadores. Entre 1500 y 1549 fueron los únicos religiosos en tierras brasílicas. Pero será con la unión ibérica, en el periodo de Felipe II (I de Portugal) que fundarán residencias y misiones fijas. Primero será la fundación de la "Custodia de Santo Antonio", Brasil, en 1584, bajo las órdenes del ministro general de la orden en Lisboa, Fray Francisco Gonzaga, muy próximo al monarca. 
Serán construidos en este periodo los conventos de Nuestra Señora de las Nieves en Salvador de Bahía en 1587, Igarassu en 1588, reforma de la sede de Vitoria en 1589, Río de Janeiro en 1592, Recife entre 1606 y 1613, João Pessoa en 1608, São Luiz do Maranhão (antes de la fundación del estado, en 1621) en 1626, en Belém do Pará en 1624, en São Francisco do Conde (Bahia) en 1629, Sirinhaem en 1630; Convento de São Francisco de Marechal Deodoro en 1635, São Paulo en 1639 y Santos en 1640. 
Después de la unión ibérica los franciscanos seguirán expandiéndose por Brasil con fundaciones como Cairu (Bahia) en 1654, São Cristóvão (Sergipe) en 1657, la Orden Tercera en São Paulo en 1676, o el Convento de Nossa Senhora do Desterro, en Salvador de Bahía, en 1677, el de Cabo Frío en 1684 y finalmente en Cachoeira y São Félix en 1686, Penedo (Alagoas) en 1689 e Ipojuca (Pernambuco), 1690